# Başmabeyinci
Başmabeyinci ("Capo dei Mabeyinciler" in Turco) era un titolo nell'impero ottomano. Il Başmabeyinci era il superiore di tutti i Mabeyinciler. Il titolo è basato sul termine arabo ma bayn / ما بين /, "cosa c'è nel mezzo".
I Mabeyinciler erano un'unità privilegiata di paggi nell'area del Saray e dell'Harem. Essi rasavano e vestivano il sovrano. Fino al XVII secolo venivano comandati dal Silahdar. Nel XVIII e XIX secolo, il Başçuhadar (ciambellano capo), il Sarıkçıbaşı e il Kahvecibaşı furono contati tra i Mabeyinciler.